# Hugo Feigl
Hugo Feigl (15. března 1889 Praha – 5. února 1961 New York) byl pražský galerista.

## Život
Hugo Feigl byl nejmladším z šesti dětí (4 synové a 2 dcery) pražského židovského advokáta Josefa Feigla (1846-1905) a jeho manželky Julie, rozené Busch (*1849). Jeho bratry byli obchodník Karel (* 1882), malíř Friedrich (Bedřich) Feigl (* 1884) a spisovatel Arnošt/Ernst Feigl (* 1887).

Již od studií na Staroměstském gymnasiu se zajímal o výtvarné umění. Pokračoval v tom i za studií práv na pražské Německé universitě, kam se dal zapsat roku 1911. Během první světové války byl povolán na frontu a padl do ruského zajetí. Z vězení v Turkestánu unikl a dobrodružnou cestou pěšky, vlakem a na lodi se vrátil do Československa, kde dokončil studia roku 1920 a získal doktorát. Nikdy se ale advokacii nevěnoval.).

Roku 1924 se oženil s Margaretou Mellerovou (1900–1987), dcera Marion (Marianne) se jim narodila začátkem června 1929.

Od roku 1919 psal umělecké kritiky do pražských časopisů a novin (Prager Tagblatt, revue Umělecké besedy Život, Selbstwehr a další pražské listy). Od roku 1924 se stal galeristou (Galerie starých i moderních obrazů, Palác Koruna), organizátorem výstav a nakonec majitelem významné pražské galerie nesoucí jeho jméno (Galerie Hugo Feigl). 

Z Prahy uprchl před nacisty 15. března 1939 do Paříže a odtud do New Yorku. Manželka přijela do New Yorku v květnu 1939, dcera Marion (Marianne) se zachránila s dětským transportem Sira Nicholase Wintona do Anglie v létě 1939 a do New Yorku vycestovala z Anglie až koncem roku 1944.

Hugo Feigl otevřel roku 1943  vlastní galerii v New Yorku (Feigl Gallery, Madison Avenue 601) a vedl ji až do své smrti (1961).

V USA se Feiglova galerie věnovala převážně modernímu německému a francouzskému umění (James Ensor, Oskar Kokoschka).